# 布杜雷亞薩鄉
46°40′N 22°30′E / 46.667°N 22.500°E
布杜雷亞薩鄉（羅馬尼亞語：Comuna Budureasa, Bihor），是羅馬尼亞的鄉份，位於該國西北部，由比霍爾縣負責管轄，面積346平方公里，海拔高度340米，2007年人口2,669，人口密度每平方公里8人。